# Neoscaptia poecila
Neoscaptia poecila är en fjärilsart som beskrevs av Jordan 1905. Neoscaptia poecila ingår i släktet Neoscaptia och familjen björnspinnare. Inga underarter finns listade i Catalogue of Life.